# Sant Llorenç de Perles
Sant Llorenç de Perles és una capella romànica ubicada al veïnat de Perles, a prop del poble de Vilafreser, dins del municipi de Vilademuls (Pla de l'Estany).
La capella conserva la porta d'entrada i l'absis exterior del segle XII. Es troba al darrere de la casa de can Pagès.